# Risikoaversion

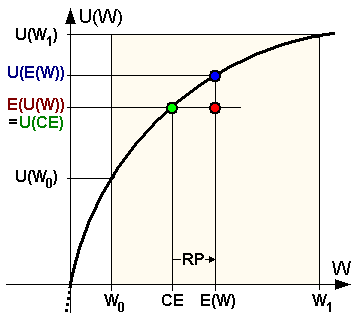
Nutzenfunktion eines risikoaversen (risikoscheuen) Marktteilnehmers
CE – Sicherheitsäquivalent
E(U(W)) – Erwartungswert des Nutzens (erwarteter Nutzen) der unsicheren Auszahlung
E(W) – Erwartungswert der unsicheren Auszahlung
U(CE) – Nutzen des Sicherheitsäquivalents
U(E(W)) – Nutzen des Erwartungswerts der unsicheren Auszahlung
U(W_{0}) – Nutzen der minimalen Auszahlung
U(W_{1}) – Nutzen der maximalen Auszahlung
W_{0} – Minimale Auszahlung
W_{1} – Maximale Auszahlung
RP – Risikoprämie

Risikoaversion (Risikoscheu) ist eine Risikoeinstellung in der Entscheidungstheorie, welche die Eigenschaft eines Marktteilnehmers oder Entscheidungsträgers (z. B. eines Investors) bei der Wahl zwischen mehreren Alternativen gleichen Erwartungswerts wiedergibt, stets die Alternativen mit dem geringeren Risiko hinsichtlich des Ergebnisses – und damit auch dem geringstmöglichen Verlust – zu bevorzugen (siehe auch Verlustaversion). Das Gegenteil zur Risikoaversion ist die Risikoaffinität, zwischen beiden liegt die Risikoneutralität.

## Allgemeines
Die Begriffe Risikofreude, Risikoaversion und die dazwischen liegende Risikoneutralität treffen eine Aussage über die Risikobereitschaft eines Risikoträgers. Diese Risikobereitschaft ist in wichtigen Fachgebieten von ausschlaggebender Bedeutung. So müssen Kreditinstitute bei der Anlageberatung vor der Abgabe einer Empfehlung die Risikobereitschaft des Anlegers erfragen, es sei denn, diese ist ihr aus einer langjährigen Geschäftsbeziehung oder dem bisherigen Anlageverhalten des Anlegers bereits bekannt. Bei Privatanlegern ist die Risikobereitschaft in der Geeignetheitserklärung zu berücksichtigen (§ 64 Abs. 4 WpHG). Auch bei allen übrigen Entscheidungsträgern wie Unternehmern, Managern, Führungskräften oder Privathaushalten spielt die Risikoeinstellung bei Entscheidungen die bedeutendste Rolle, denn die Entscheidung unter Ungewissheit, Entscheidung unter Unsicherheit und Entscheidung unter Risiko erfordern eine Risikoeinstellung des Entscheidungsträgers. Risikoaverse Entscheidungsträger bevorzugen die Entscheidung unter Sicherheit.
Die Theorie der Risikoaversion geht auf Daniel Bernoulli (1738) zurück und besagt am Beispiel des Privathaushaltes, dass Privatpersonen hohe Einkommensschwankungen über den Zeitablauf scheuen und ein stabiles Einkommensniveau vorziehen. Sie sind also bereit, eine Risikoprämie auf die Stabilität ihres Einkommensprofils zu bezahlen (Arrow-Pratt-Maß).  

## Formale Definition
Risikoaversion korrespondiert visuell damit, dass der Funktionsgraph der individuellen Nutzenfunktion {\displaystyle u(w)} des Marktteilnehmers rechtsgekrümmt bzw. konkav ist (siehe Abb.), es sich also um eine Funktion mit fallendem Grenznutzen {\displaystyle u'(w)} handelt: Das Risiko möglicher Vermögensverluste wiegt bei der Entscheidungsfindung schwerer als die Aussicht auf mögliche Vermögensgewinne.
Dementsprechend wird ein Marktteilnehmer risikoscheu bzw. risikoavers genannt, wenn für eine Auszahlung in unsicherer Höhe {\displaystyle w} stets folgende Beziehungen gelten:
{\displaystyle \operatorname {E} (u(w))<u(\operatorname {E} (w))\ \quad {\text{bzw.}}\quad CE<E(w)}.
Der erwartete Nutzen {\displaystyle E(u)} aus der Auszahlung {\displaystyle w} ist kleiner als der Nutzen {\displaystyle u} aus der erwarteten Auszahlung {\displaystyle E(w)}.
Der Grad der Risikoscheu oder Risikofreude eines Marktteilnehmers kann mit dem Arrow/Pratt-Maß der absoluten Risikoaversion
{\displaystyle ARA(w)=-{\frac {u''(w)}{u'(w)}}}
quantifiziert werden, das im Fall der Risikoaversion des Marktteilnehmers stets positiv ist. Gleiches gilt, wie schon eingangs erwähnt, für die Differenz der zu erwartenden unsicheren Auszahlung {\displaystyle E(w)} und ihres Sicherheitsäquivalents {\displaystyle CE}, die sogenannte Risikoprämie {\displaystyle RP}: Auch sie ist im Fall eines risikoaversen Marktteilnehmers stets positiv. Dementsprechend gilt außerdem:
{\displaystyle \operatorname {E} (u(w))=u(CE)=u(\operatorname {E} (w)-RP)=u(\operatorname {E} (w)-|RP|)}
Weitere Formen der Risikoeinstellung sind:
- Risikoneutralität:

{\displaystyle \operatorname {E} (u(w))=u(\operatorname {E} (w))\ ,} und
- Risikoaffinität bzw. Risikofreudigkeit:

{\displaystyle \operatorname {E} (u(w))>u(\operatorname {E} (w))\ }.

## Beispiele
- Ein Investor hat die Wahl zwischen einem sicheren Ertrag von 100 Euro und einer Lotterie, die mit einer Wahrscheinlichkeit von 50 % einen Gewinn von 0 Euro und mit einer Wahrscheinlichkeit von 50 % einen Gewinn von 200 Euro auszahlt. Und obwohl die erwartete Auszahlung der Lotterie damit im Durchschnitt ebenfalls 100 Euro beträgt, ist der risikoscheue Marktteilnehmer nur dann bereit, sich an ihr zu beteiligen, wenn er wegen des Risikos eines niedrigeren Gewinns auch nur weniger investieren muss als für den sicheren Ertrag.
- Ein Konsument hat die Wahl zwischen einem „altbewährten“ und einem neuen Produkt, das mit einer Wahrscheinlichkeit von 50 % besser und mit einer Wahrscheinlichkeit von 50 % schlechter als das bisherige Produkt ist. Ist der Preis beider Produkte gleich, zieht der risikoscheue Konsument das altbewährte Produkt vor – das neue zu kaufen ist er allenfalls dann bereit, wenn er für das Risiko, ein schlechteres Produkt als das bisherige zu erhalten, durch einen Preisnachlass (in diesem Fall eine positive Risikoprämie) entschädigt wird.

## Praktische Bedeutung
In der Entscheidungstheorie wird für gewöhnlich davon ausgegangen, dass Investoren unter normalen Umständen risikoavers sind und für eingegangene Risiken eine entsprechende Risikoprämie erwarten.
So fordert auch das Capital Asset Pricing Model (CAPM) explizite Risikoprämien. Diese aber können bei einem negativen Zusammenhang von betrachtetem Wertpapier und Marktportfolio auch negativ ausfallen, so dass das betreffende Wertpapier selbst mit einer Rendite unterhalb des risikofreien Zinssatzes am Markt bestehen kann. Es ist allerdings sehr schwer, solche Wertpapiere mit negativen Betas zu finden, so dass man auch im Arbitrage Pricing Model (APM) in der Regel von positiven Prämien für das Risiko ausgeht.

## Wirtschaftliche Aspekte
Risikoscheue Marktteilnehmer bevorzugen einen möglichst sicheren Gewinn, wenn es unterschiedlich riskante Möglichkeiten gibt, diesen zu erzielen. Das bedeutet insbesondere, dass das Sicherheitsäquivalent (CE, englisch certainty equivalent) des Marktteilnehmers, also derjenige sichere Betrag, der dem Marktteilnehmer gleich viel wert ist wie die statistisch zu erwartende unsichere Auszahlung, dabei stets kleiner ist als diese Auszahlung selbst, die als Differenz zwischen unsicherer und sicherer Auszahlung definierte sogenannte Risikoprämie (RP, englisch risk premium) also in diesem Fall stets positiv ist.
Die Risikoprämie hängt unmittelbar mit der Risikoeinstellung eines Entscheidungsträgers zusammen. Der Risikoprämie {\displaystyle RP} können somit folgende Risikoeinstellungen zugeordnet werden:
{\displaystyle RP=0} risikoneutral,
{\displaystyle RP>0} risikoscheu,
{\displaystyle RP<0} risikofreudig.
Eine risikolose Anlage hat eine Standardabweichung von null, eine Korrelation von null mit allen anderen risikobehafteten Anlageformen und bietet eine risikolose Rendite. Für das systematische Risiko gibt es eine Risikoprämie, weil der Anleger diesem Risiko durch Risikodiversifizierung nicht entgehen kann. Da beim unsystematischen Risiko die Marktteilnehmer durch geschickte Risikodiversifizierung ihr Portfolio optimieren können, wird hier keine Risikoprämie vergütet.